# AC/DC
AC/DC (estilizado como ACϟDC) é uma banda australiana de rock formada em Sydney, Austrália em 1973, pelos irmãos escoceses Malcolm e Angus Young. O estilo musical da banda é normalmente classificado como hard rock e até mesmo blues rock. Mas seus membros sempre classificaram a sua música simplesmente como "rock and roll".
O AC/DC passou por várias mudanças de alinhamento antes de lançarem o seu primeiro álbum, High Voltage, em 1975. A formação manteve-se estável até o baixista Cliff Williams substituir Mark Evans em 1977. Em 1979, a banda gravou o seu bem-sucedido álbum Highway to Hell. O vocalista e co-compositor Bon Scott morreu em 19 de fevereiro de 1980, após misturar na noite anterior Álcool e Heroína, o corpo foi encontrado no banco de trás do carro de Alistair Kinnear. O grupo considerou por algum tempo a separação, mas rapidamente o ex-vocalista dos Geordie, Brian Johnson, foi selecionado para o lugar de Scott. Mais tarde nesse ano, a banda lançou o seu álbum mais vendido, Back in Black.
O álbum seguinte da banda, For Those About to Rock We Salute You, foi também bem sucedido e tornou-se o primeiro álbum da banda a atingir o primeiro lugar nos Estados Unidos. O AC/DC caiu em popularidade pouco após a saída do baterista Phil Rudd, em 1983, depois que o mesmo estava com grande vício em drogas e álcool.
As fracas vendas continuaram até ao lançamento de The Razors Edge em 1990. Phil Rudd regressou em 1994 e contribuiu para o álbum de 1995 da banda, Ballbreaker. Stiff Upper Lip foi lançado em 2000, sendo bem recebido pela crítica. Planos para um novo álbum foram anunciados em 2004, sendo cumpridos em 2008, com o lançamento do álbum Black Ice no dia 20 de outubro de 2008.
Em 2016, Brian Johnson foi afastado da banda por risco de surdez e Axl Rose completou a turnê do AC/DC como vocalista no seu lugar.
Em 2020, com o retorno de Johnson, Willams e Rudd, a banda lançou seu mais recente trabalho, Power Up, tendo boa aceitação pela crítica. O grupo ainda demonstrou interesse em uma eventual turnê mundial promocional, porém, tal evento apenas deverá ocorrer com o fim da pandemia de COVID-19.
A banda já vendeu mais de 200 milhões de cópias em todo o mundo, incluindo 71 milhões somente nos Estados Unidos. Back in Black já vendeu cerca de 50 milhões de cópias mundialmente, das quais 22 nos Estados Unidos, fazendo dele o segundo álbum mais vendido de todos os tempos e o quinto mais vendido nos Estados Unidos. AC/DC ficou em quarto na lista da VH1 os "100 Maiores Artistas de Hard Rock" e foram considerados pela MTV a sétima "Maior Banda de Heavy Metal de Todos os Tempos" e em 2004, a banda ficou em 72.º na lista dos "100 Maiores Artistas de Todos os Tempos" feita pela revista Rolling Stone.

## História

### Antecedentes e nome

Logotipo do AC/DC

Os irmãos Angus, Malcolm e George Young nasceram em Glasgow, Escócia, e se mudaram para Sydney com a maioria de sua família em 1963. George foi o primeiro a aprender a tocar guitarra. Ele se tornou um membro da Easybeats, uma das bandas mais bem sucedidas da Austrália da década de 1960. Em 1966, eles se tornaram o primeiro ato local de rock a ter um sucesso internacional, com a canção "Friday on My Mind". Malcolm seguiu os passos de George tocando com uma banda de Newcastle, New South Wales, chamada de Velvet Underground (não deve ser confundida com a nova-iorquina Velvet Underground).
No documentário produzido pelo programa Behind The Music a banda explica que precisava de um nome para sua primeira apresentação, os irmãos estavam nesta busca há várias semanas. Ao olhar para máquina de costura da irmã Margaret Young os Youngs observaram as iniciais "AC/DC".Os irmãos sentiram que esse nome simbolizava a energia da banda, um som puro, sem efeitos e o amor deles pela música. "AC/DC" é uma abreviação que significa "corrente alternada/corrente contínua". No documentário produzido pelo programa Behind The Music Malcolm Young revela que pensou mudar o nome da banda após um taxista local afirmar que existia uma gíria relacionada ao nome. O significado de AC DC na gíria da língua inglesa é gilete ou de forma não chula, bissexual.
"AC/DC" é pronunciado uma letra por vez, embora a banda seja conhecida popularmente pela pronúncia "Acca Dacca" na Austrália.

### Primeiros anos (1973-1974)
Em novembro de 1973, Malcolm e Angus Young formaram o AC/DC e recrutaram o baixista Larry Van Kriedt, o vocalista Dave Evans e o baterista Colin Burgess. A banda se apresentou pela primeira vez em um clube chamado Chequers em Sydney em 1973, tocando músicas do Chuck Berry, justamente em uma virada de ano.
Mais tarde assinaram com a Albert Productions. Burgess foi o primeiro membro demitido, e vários baixistas e bateristas passaram pela banda durante 1974.
Os irmãos Young decidiram que Evans não era o vocalista adequado para o grupo, porque eles sentiram que ele era mais um glam rocker como Gary Glitter. Evans não se dava bem com Dennis Laughlin, o que também contribuiu para a saída de Dave Evans da banda. Bon Scott, um vocalista experiente e amigo de George Young, estava interessado em se tornar o novo vocalista da banda. O único vídeo da banda com Dave Evans pode ser encontrado no YouTube procurando por "AC/DC before Bon Scott". O vídeo muito antigo mostra a banda tocando o single "Can I Sit Next to You Girl".

### A entrada de Bon Scott (1974-1976)
Em setembro de 1974, Bon Scott substitui Dave Evans. A banda havia gravado apenas duas músicas com Evans, "Rockin' in the Parlour" e "Can I Sit Next to You Girl"; esta segunda música foi regravada com Bon Scott, tornando-se a sétima faixa da versão australiana do álbum T.N.T. e a sexta faixa da versão internacional do álbum High Voltage.
Em janeiro de 1975, foi lançado na Austrália o álbum High Voltage, levou apenas dez dias para ser gravado. Em poucos meses, a formação da banda foi estabelecida, com Bon Scott nos vocais, Mark Evans no baixo e Phil Rudd na bateria. Mais tarde naquele ano eles lançaram o single "It's a Long Way to the Top (If You Wanna Rock 'n' Roll)", que se tornou o hino do rock para eles. A música foi incluída em seu segundo álbum, T.N.T., que foi lançado apenas na Austrália e na Nova Zelândia. No álbum tinha outra música clássica, "High Voltage".

### Sucesso internacional (1976-1979)

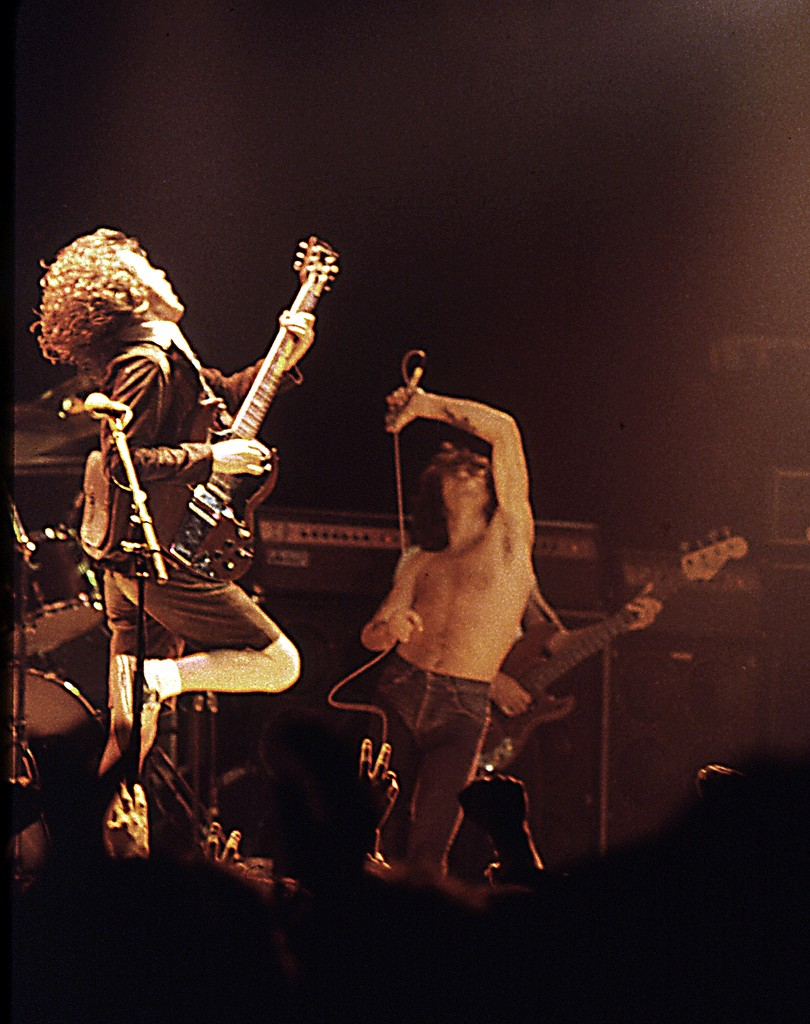
O vocalista Bon Scott (direita) e o guitarrista Angus Young (esquerda), tocando no Ulster Hall, em agosto de 1979.

Em 1976, a banda assinou com a Atlantic Records e fez turnê por toda a Europa. Eles ganharam muita experiência abrindo shows do Black Sabbath, Aerosmith, Kiss, Styx e Blue Öyster Cult, e tocando ao lado do Cheap Trick.
O primeiro álbum do AC/DC que teve lançamento internacional foi uma compilação lançada em 1976 com faixas do High Voltage e do T.N.T., o álbum vendeu 3 milhões de cópias no mundo. Na seleção das faixas, foram incluídas apenas duas músicas do primeiro álbum. O próximo álbum da banda, Dirty Deeds Done Dirt Cheap, foi lançado nas versões australiana e internacional.
Em 1977 eles lançaram o álbum Let There Be Rock e o baixista Mark Evans foi substituído pelo Cliff Williams.

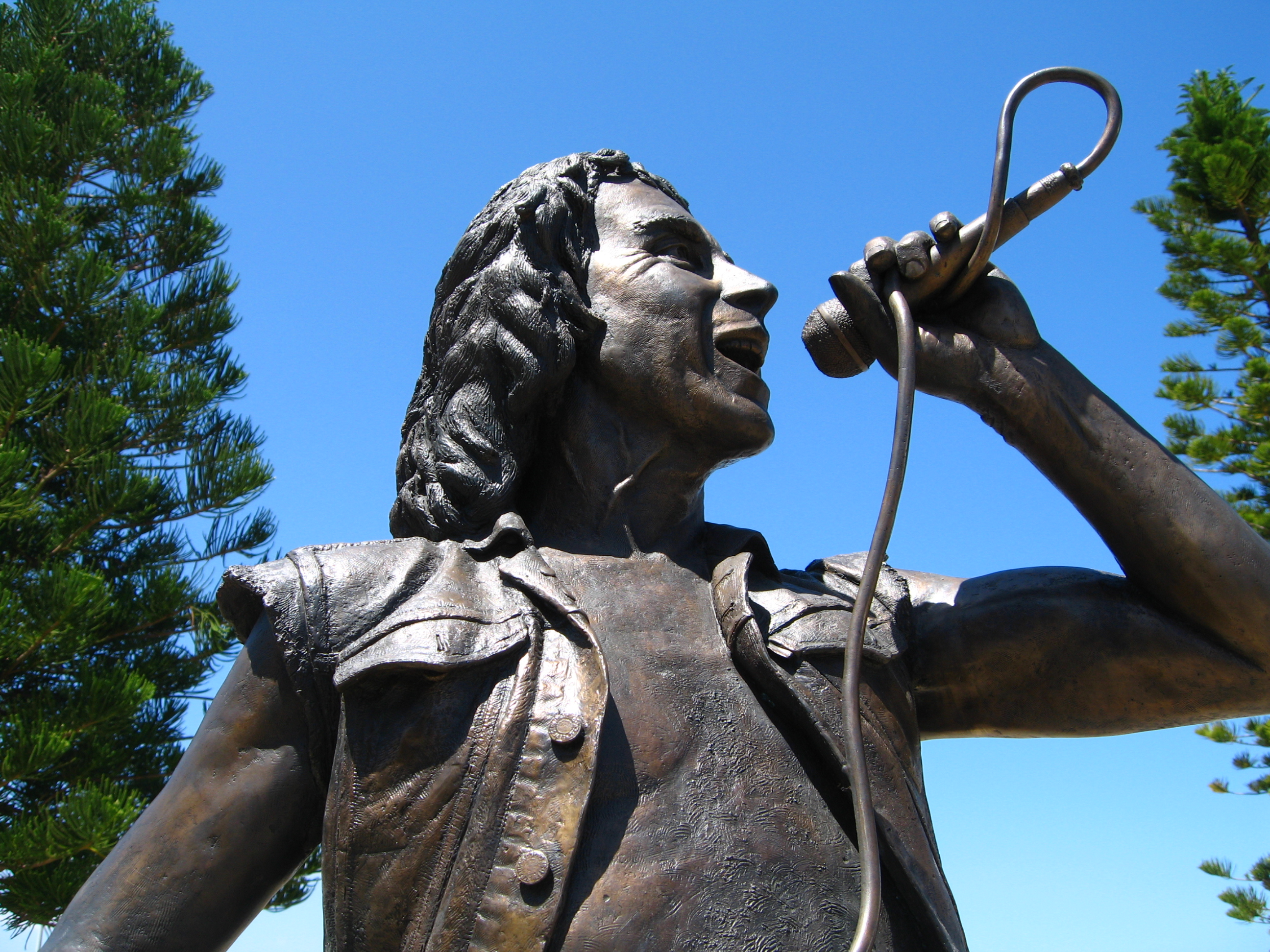
Estátua de bronze de Bon Scott inaugurada em Fremantle, Austrália em outubro de 2008.

AC/DC foi uma grande influência para as bandas de New Wave of British Heavy Metal. Em 2007, críticas notaram que AC/DC, juntamente com Thin Lizzy, UFO, Scorpions e Judas Priest estavam entre a segunda geração de estrelas do heavy metal.
A primeira exibição do AC/DC nos Estados Unidos foi em Michigan, numa estação de rádio em 1977. O dono da estação, Peter C. Cavanaugh, reservou para a banda uma apresentação no Flint's Capitol Theater. AC/DC abriu com a famosa música "Live Wire" e fecharam com "It's a Long Way to the Top (If You Wanna Rock 'n' Roll)".
Em 1978 lançaram o álbum Powerage, marcando o primeiro álbum gravado com o baixista Cliff Williams e com riffs mais pesados. Apenas um single do álbum foi lançado, "Rock 'n' Roll Damnation". Foi o último álbum do AC/DC produzido por Harry Vanda e George Young.
O grande avanço na carreira da banda veio na colaboração com o produtor Robert Lange no sexto álbum, Highway to Hell, lançado em 1979. Foi o último álbum do AC/DC com Bon Scott nos vocais. Foi o primeiro álbum do AC/DC a entrar no Top 100 Americano, alcançando o 17.º lugar.

### A morte de Scott

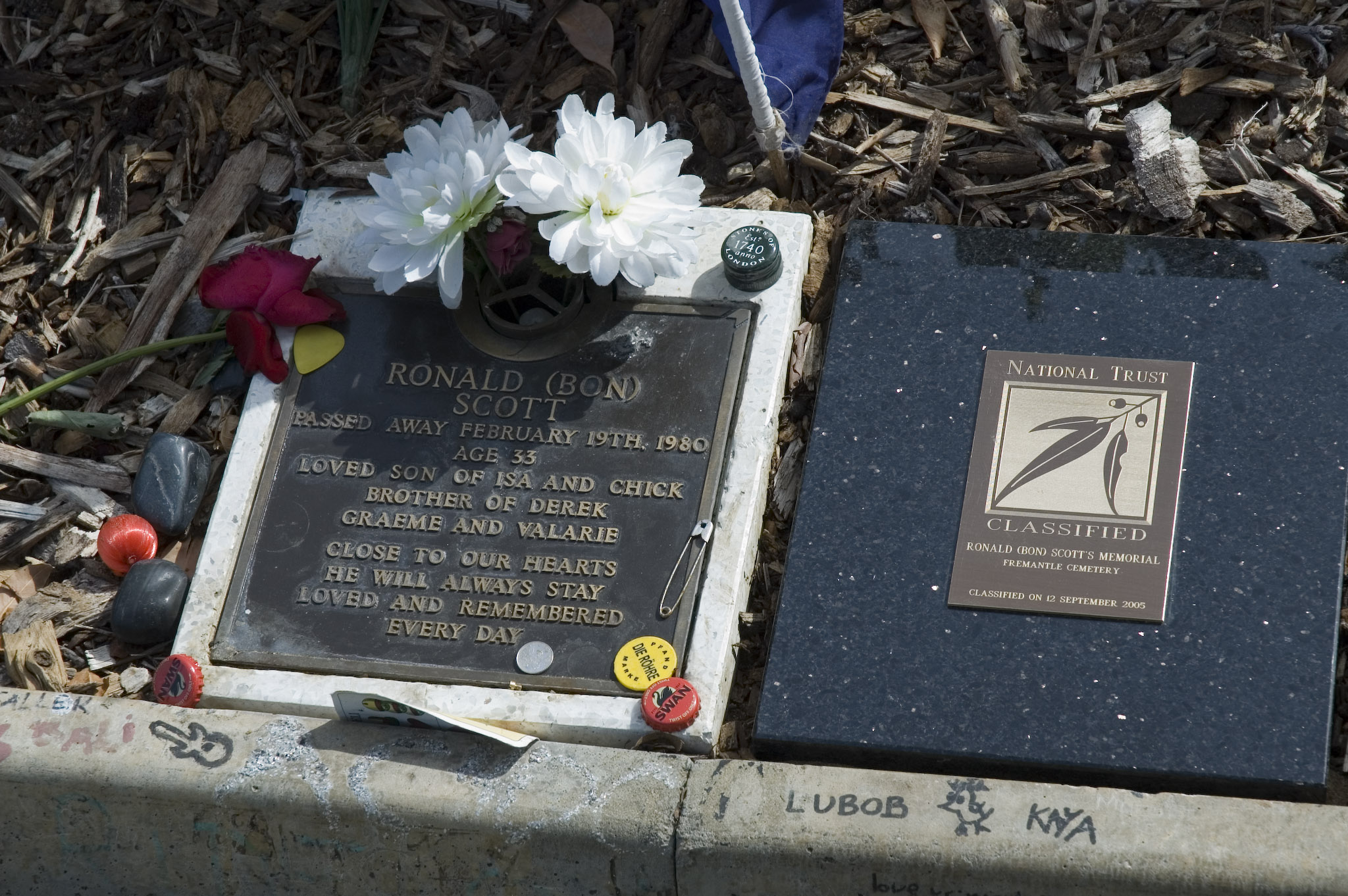
Túmulo de Bon Scott, localizado no cemitério de Fremantle, Austrália.

No dia 19 de fevereiro de 1980, Bon Scott passou a noite inteira bebendo em Londres. Na manhã seguinte, Alistair Kinnear (um conhecido de Scott) o levou para o hospital em Camberwell. Scott foi declarado morto quando chegou ao hospital.
Aspiração pulmonar de vômito foi a causa da morte de Bon. No documento oficial de sua morte está listado como "intoxicação por álcool" e "morte por desventura".
A família de Scott o enterrou no cemitério de Fremantle, na Austrália, local para onde emigraram quando Bon Scott ainda era criança.
Inconsistências no documento oficial da morte de Scott tem sido citados em teorias da conspiração, que sugerem que Scott morreu de overdose por consumo de heroína, ou que foi morto dentro do carro, ou que Alistair Kinnear não existia. Adicionalmente, Scott era asmático, e a temperatura estava abaixo de zero na manhã de sua morte.

### A chegada de Brian Johnson (1980-1982)

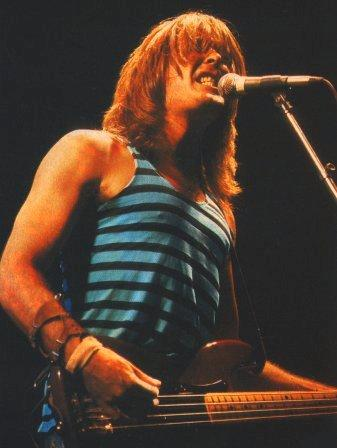
Cliff Williams em 1981 durante a turnê For Those About to Rock.

Após a morte de Bon Scott, a banda estava pensando em desistir, no entanto, Scott teria desejado que o AC/DC continuasse. Vários vocalistas foram citados para substituir Scott, incluindo Buzz Shearman, ex-vocalista do Moxy e Terry Slesser, ex-vocalista do Back Street Crawler. Os membros do AC/DC finalmente decidiram que o novo vocalista seria Brian Johnson, ex-Geordie.
Com Brian Johnson a banda terminou de compor as músicas para o álbum Back in Black. A gravação ocorreu no Compass Point Studios em Bahamas, poucos meses após a morte de Scott. Back in Black foi produzido por Mutt Lange e gravado por Tony Platt, se tornando o álbum mais vendido da carreira de ambos. O álbum inclui hits como "Hells Bells", "You Shook Me All Night Long", "Shoot to Thrill" e "Back in Black". O álbum recebeu certificação platina um ano após o seu lançamento, e em 2006 o álbum alcançou a marca de 22 milhões de cópias vendidas nos Estados Unidos. O álbum alcançou o primeiro lugar no Reino Unido e o quarto nos Estados Unidos, onde ficou 131 semanas no Top 10. Back in Black é o 5.º álbum mais vendido de todos os tempos nos Estados Unidos.
O próximo álbum, For Those About to Rock We Salute You, foi lançado em 1981, vendeu bem e recebeu críticas positivas. As faixas "Let's Get It Up" e "For Those About to Rock (We Salute You)", alcançaram o 13.º e 15.º lugar no Reino Unido respectivamente.

### Saída de Rudd e declínio comercial (1983-1987)
No meio de rumores de alcoolismo e drogas, o relacionamento do baterista Phil Rudd com Malcolm Young deteriorou e, após um longo período de ódio, eles brigaram. Rudd foi demitido duas horas após a briga. Ele foi substituído por Simon Wright no verão de 1983.
Mais tarde naquele ano, a banda lançou o seu nono álbum, Flick of the Switch, que fez menos sucesso que seus álbuns anteriores, e foi considerado pouco desenvolvido. Um crítico afirmou que a banda "tem feito o mesmo álbum nove vezes". Numa enquete da revista Kerrang!, AC/DC foi votado como a oitava maior decepção de 1984. Entretanto, Flick of the Switch alcançou o quarto lugar na parada de álbuns do Reino Unido, e a banda teve menor sucesso com os singles "Nervous Shakedown" e "Flick of the Switch". O próximo álbum, Fly on the Wall, foi produzido por Angus e Malcolm Young e lançado em 1985, também foi considerado pouco inspirado e pouco desenvolvido.
Em 1986, a banda retornou as paradas com a música "Who Made Who". O álbum Who Made Who foi trilha sonora do filme Maximum Overdrive de Stephen King. No álbum há músicas mais antigas como "You Shook Me All Night Long", "Ride On" e "Hells Bells", além de músicas inéditas como "Who Made Who" e duas instrumentais, "D.T." e "Chase the Ace".

### Popularidade renovada (1987-2000)
AC/DC lançou em 1988 o álbum Blow Up Your Video, foi gravado no Miraval Studio in Le Val, na França, e reuniu a banda com seus produtores originais, Harry Vanda e George Young. A banda gravou dezenove músicas, escolhendo dez para o lançamento do álbum. Blow Up Your Video foi um sucesso comercial, vendeu mais cópias que seus dois últimos álbuns juntos, e alcançou o 2.º lugar na parada de álbuns do Reino Unido, a melhor posição desde o Back in Black em 1980. A turnê mundial Blow Up Your Video começou em fevereiro de 1988, em Perth, Austrália.

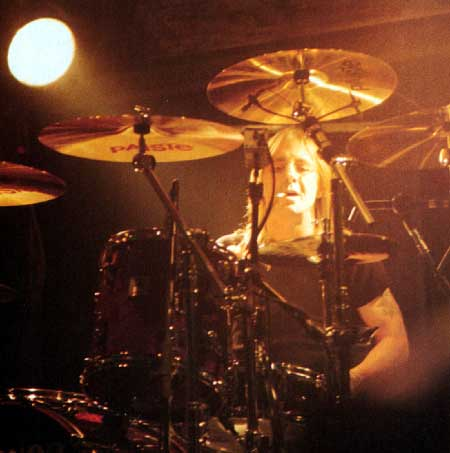
Phil Rudd tocando na KeyArena em Seattle, durante a turnê Ballbreaker World Tour em 1996.

Após a turnê, Simon Wright saiu do AC/DC para trabalhar com a banda Dio no álbum Lock Up the Wolves, e foi substituído pelo veterano Chris Slade. Brian Johnson ficou indisponível vários meses enquanto finalizava seu divórcio, então os irmãos Young escreveram todas as músicas do próximo álbum, prática que continuou para todos os álbuns seguintes até o Black Ice, lançado em 2008.
O novo álbum, The Razors Edge, foi gravado em Vancouver, Canadá e produzido por Bruce Fairbairn, que já havia trabalhado com Aerosmith e Bon Jovi. Lançado em 1990, foi um grande retorno da banda, e incluía os singles "Thunderstruck" e "Are You Ready" que alcançaram o quinto e o décimo sexto lugar respectivamente na Billboard Mainstream Rock Tracks, e "Moneytalks", que alcançou o vigésimo terceiro lugar na Billboard Hot 100. Vários shows da turnê Razors Edge foram gravados para o álbum ao vivo do AC/DC lançado em 1992, AC/DC Live. Live foi produzido por Fairbairn, e é considerado um dos melhores álbuns ao vivo da década de 1990. No ano seguinte, a banda gravou a música "Big Gun", que fez parte da trilha sonora do filme de Arnold Schwarzenegger, Last Action Hero, e a música foi lançada como single, alcançando o primeiro lugar na Billboard Mainstream Rock Tracks, foi o primeiro single da banda a alcançar o 1.º lugar nessa parada.
Em 1994, Angus e Malcom Young chamaram Phil Rudd para substituir Slade, eles tinham forte desejo em voltar a trabalhar com Rudd. Em 1995, a formação de 1980 está de volta, a banda lança Ballbreaker, gravado no Ocean Way Studios em Los Angeles, Califórnia, e produzido por Rick Rubin. O primeiro single do álbum foi "Hard as a Rock". Mais dois singles foram lançados do álbum: "Hail Caesar" e "Cover You in Oil".
Em 1997, foi lançado um box set chamado Bonfire. No box set contém quatro álbuns: uma versão remasterizada de Back in Black, Volts, e dois álbuns ao vivo, Live from the Atlantic Studios e Let There Be Rock: The Movie. Live from the Atlantic Studios foi gravado no dia 7 de dezembro de 1977 no Atlantic Studios em Nova Iorque. Let There Be Rock: The Movie é um álbum duplo gravado em 1979 no The Pavillon em Paris.

### Stiff Upper Lipe turnês (2000-2007)

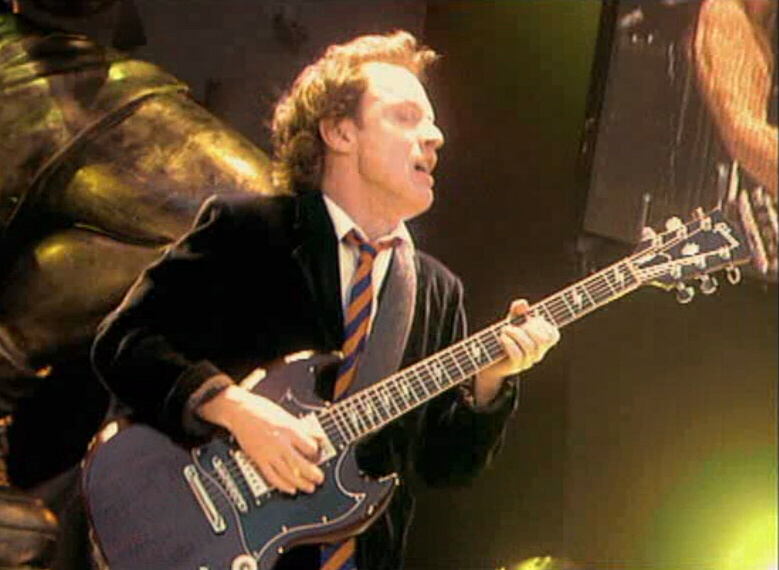
Angus Young tocando em Colônia, Alemanha em 2001 durante a turnê Stiff Upper Lip Tour.

Em 2000, a banda lançou o seu décimo quarto álbum de estúdio, Stiff Upper Lip, produzido por George Young no Warehouse Studio, em Vancouver. O álbum foi mais bem recebido pelas críticas do que o Ballbreaker, mas foi considerado necessitado de novas ideias. A versão lançada na Austrália incluía um disco bônus com três videos promocionais e apresentações gravadas em Madrid no ano de 1996. Stiff Upper Lip alcançou o primeiro lugar em cinco países, incluindo Argentina e Alemanha; 2.º lugar em três países, Espanha, França e Suíça; terceiro lugar na Austrália; quinto lugar no Canadá e em Portugal; e sétimo lugar nos Estados Unidos, Noruega e Hungria. O primeiro single, "Stiff Upper Lip" ficou no topo da Billboard Mainstream Rock Tracks por quatro semanas. Os outros singles lançados também foram muito bem, "Satellite Blues" e "Safe in New York City" atingiram o 7.º e 31.º lugar na Billboard Mainstream Rock Tracks respectivamente.
Em 2002 a banda assinou um longo contrato com a Sony Music, que passou a lançar uma série de álbuns remasterizados da banda. Cada lançamento continha um livreto expandido, com fotografias raras, recordações e notas. Em 2003, todos os álbuns (exceto Ballbreaker e Stiff Upper Lip) foram remasterizados e relançados. Ballbreaker foi eventualmente relançado em outubro de 2005 e Stiff Upper Lip foi relançado mais tarde, em abril de 2007.
No dia 30 de julho de 2003 a banda tocou com The Rolling Stones e Rush no Molson Canadian Rocks for Toronto. O concerto detém o recorde de maior número de pagantes da história na América do Norte. O AC/DC se tornou a segunda banda australiana que mais faturou em 2005, e a sexta que faturou em 2006. Verizon Wireless ganhou o direito de lançar os álbuns de estúdio e todo o Live at Donington para download em 2008.
No dia 16 de outubro de 2007, a Columbia Records lançou um duplo e triplo DVD intitulado Plug Me In. O conjunto é constituído de cinco e sete horas de filmagens raras, e ainda uma gravação da banda tocando no colégio: "School Days", "T.N.T.", "She's Got Balls" e "It's a Long Way to the Top (If You Wanna Rock 'n' Roll)". O disco um contém shows raros da banda com Bon Scott, e o disco dois é sobre a era de Brian Johnson. A edição de colecionador contém um DVD extra com mais 21 performances raras da banda e mais entrevistas.

### Black IceeIron Man 2(2008-2012)

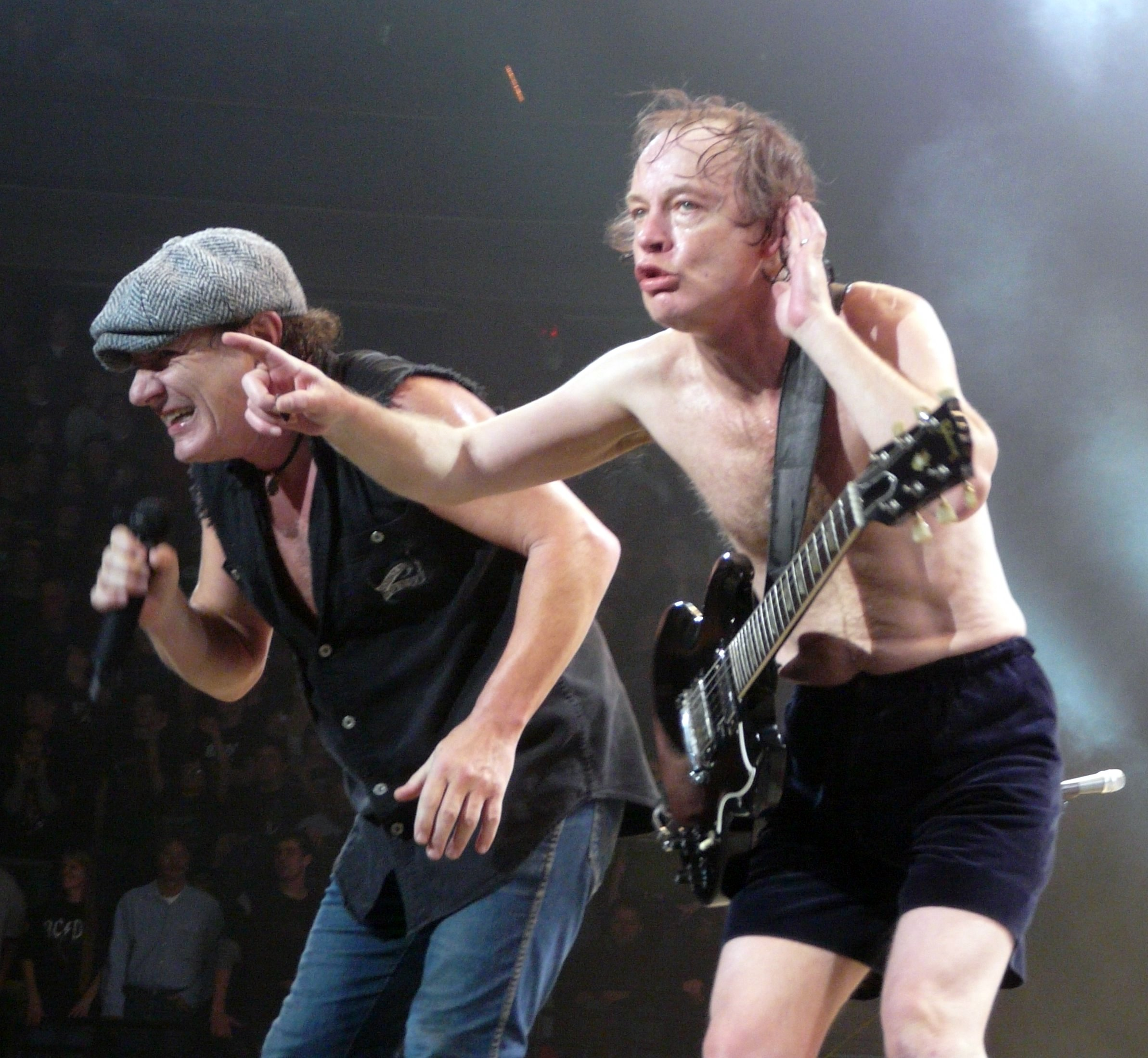
AC/DC em novembro de 2008 durante a turnê Black Ice.

No dia 18 de agosto de 2008, a Columbia Records anuncia o lançamento do décimo quinto álbum de estúdio da banda, Black Ice, dia 18 de outubro a versão australiana e dia 20 de outubro a versão internacional. Foi o primeiro álbum lançado em oito anos, e foi produzido por Brendan O'Brien. Assim como Stiff Upper Lip, ele foi gravado no The Warehose Studio em Vancouver. Black Ice fez história estreando em número 1 na parada em 29 países. Com mais de 6.5 milhões de cópias vendidas no mundo, combinada com mais de 5,5 milhões vendidos no catálogo, AC/DC ultrapassou os Beatles como a artista No.1 na venda no catálogo nos Estados Unidos em 2008. Os 18 meses da World Tour Black Ice foi anunciada em 11 de setembro e começou em 28 de outubro, em Wilkes-Barre, Pennsylvania.
"Rock 'n' Roll Train" é o primeiro single do álbum, foi lançado nas rádios no dia 28 de agosto. No dia 15 de agosto, AC/DC gravou um videoclipe para a música em Londres com uma seleção especial de fãs que tiveram a chance de participar do videoclipe. Black Ice foi o segundo disco mais vendido do mundo em 2008.
No dia 3 de junho de 2009, a banda apresentou-se em Portugal, num concerto no Estádio José Alvalade, em Lisboa. No dia 27 de novembro de 2009, após 13 anos, o AC/DC retornou ao Brasil, fazendo o show no Estádio do Morumbi.
No final de setembro de 2009, a banda remarcada seis shows quando Brian Johnson passou por uma cirurgia. Em 29 de setembro, a banda anunciou uma coleção de raridades gravadas em estúdio e ao vivo, Backtracks.
Em 26 de janeiro de 2010, AC/DC anunciou em seu site oficial o lançamento de seu novo álbum AC/DC: Iron Man 2, uma coletânea com a trilha sonora do filme Iron Man 2.
Depois de 20 meses da turnê e tocando para mais de cinco milhões de pessoas em 108 cidades em mais de 28 países, a turnê do álbum chega ao fim em Bilbao, Espanha no dia 28 de junho de 2010. Eles lançaram um DVD dos seus concertos ocorridos na Argentina entre 2, 4 e 6 de dezembro de 2009, chamado Live at River Plate.

### Rock or Bust e mudanças na formação (2013-2018)
No dia 16 de Abril de 2014, O AC/DC manda um recado para os fãs na página oficial do Facebook: "Após 40 anos dedicando sua vida ao AC / DC, guitarrista e membro fundador Malcolm Young se ausentará da banda devido a problemas de saúde. Malcolm agradece a todos os verdadeiros fãs do mundo inteiro pela paixão inesgotável e apoio. Diante disso, o AC/DC pede que a privacidade de Malcolm e sua família seja respeitada durante este tempo. A banda vai continuar a fazer música. Com a saída de Malcolm, Stevie Young, sobrinho de Malcolm e Angus, entra na banda.
Após problemas judiciais, o baterista Phil Rudd também afasta-se da banda, cedendo lugar para o já conhecido Chris Slade.
No dia no dia 28 de novembro de 2014, o AC/DC lança o Rock or Bust, seu décimo sexto álbum de estúdio. O lançamento ocorreu na Austrália, e no dia 2 de dezembro do mesmo ano ocorreu o lançamento mundial. Foi o primeiro álbum da banda sem o guitarrista e fundador Malcolm Young. Produzido por Brendan O'Brien o álbum conta com novas faixas com som característico da banda. Faixas como "Rock or Bust" lembra as notas da guitarra base da música "Nervous Shakedown" e as notas da "Rock the Blues Away" soa como a "Anything Goes (AC/DC)" e usa acordes da "Live Wire". Mesmo após tantos anos, a banda continua fiel as suas raízes e seu som.
O AC/DC finalizou sua turnê em 2016, tocando clássicos e músicas do novo disco de estúdio Rock Or Bust. A Rock Or Bust Tour já alcançou milhões de fãs. Angus ainda impressiona com seus solos extremamente rápidos e sua energética apresentação mesmo aos 60 anos de idade. Em uma entrevista a The Red Bulletin o guitarrista revelou como está seu status físico.
The Red Bulletin: Você tem 60 anos agora, mas continua soando como quando tinha 20. Como consegue fazer isso?

Angus - …sabe de uma coisa? Você sempre soa como você se sente. Eu não me sinto em nada com sessenta anos. Quando estou tocando guitarra, sempre tenho 18 anos, da mesma forma como nos apresentamos pela primeira vez. Sou uma criança aprisionada em um corpo de adulto.
A turnê marca a volta de dois antigos membros. Stevie Young já havia tocado com o AC/DC em 1988 substituindo Malcolm Young, e Chis Slade. Stevie substituiu Malcolm após o mesmo sofrer de com demência. Em entrevista, feita antes do lançamento do disco Rock or Bust, Angus e Brian comenta a forma que Stevie toca
"Stevie está fazendo o papel do Malcolm. Ele já tocou conosco antes, ele substituiu Malcolm nos anos 80. Ele toca igual ao Malcolm, ele tem o mesmo jeito" - Angus Young
"Ele trabalhou duro em estúdio para garantir que as coisas que ele tocou saíssem certas. Ele queria fazer as coisas corretamente. Ele é até um pouco parecido com Malcolm, um cara direto" -Brian Jonhson.
Até o início das gravações do disco Power Up, o vocalista Brian Johnson encontrava-se afastado da banda momentaneamente devido a restrições médicas que informavam que o mesmo corria o risco de surdez total caso continuasse durante os shows. No dia 17 de Abril de 2016, o vocalista Axl Rose do Guns N' Roses foi escalado para ser o vocalista convidado da banda, após a saída do Brian. Sendo um vocalista convidado, e não um membro oficial da banda.

### Power Up, retorno de membros e eventual turnê (2018-Presente)
Em 2018 começaram a aparecer rumores sobre um novo álbum contando com o retorno dos membros clássicos, incluindo o vocalista Brian Johnson.
Em setembro de 2020, após alguns teasers misteriosos em suas redes sociais, o novo álbum Power Up é oficialmente anunciado pelo AC/DC, tendo sido publicados alguns singles antes do lançamento integral do disco, que viria a acontecer no dia 12 de novembro de 2020.
Foi o primeiro disco após a morte do membro fundador, líder e guitarrista base Malcolm Young, que veio a falecer em decorrência de demência em 2017.
Com uma relativa boa aceitação da crítica, a banda dá a entender que planeja uma turnê mundial assim que possível, provavelmente com o fim da pandemia do Covid-19.
No dia 12 de janeiro de 2024, a banda confirmou por meio do Instagram, que irão fazer uma nova turnê que deve passar por 11 países da Europa. A turnê "Power Up", mesmo nome do seu último álbum, terá início no dia 17 de maio na Alemanha.

## Saída de integrantes

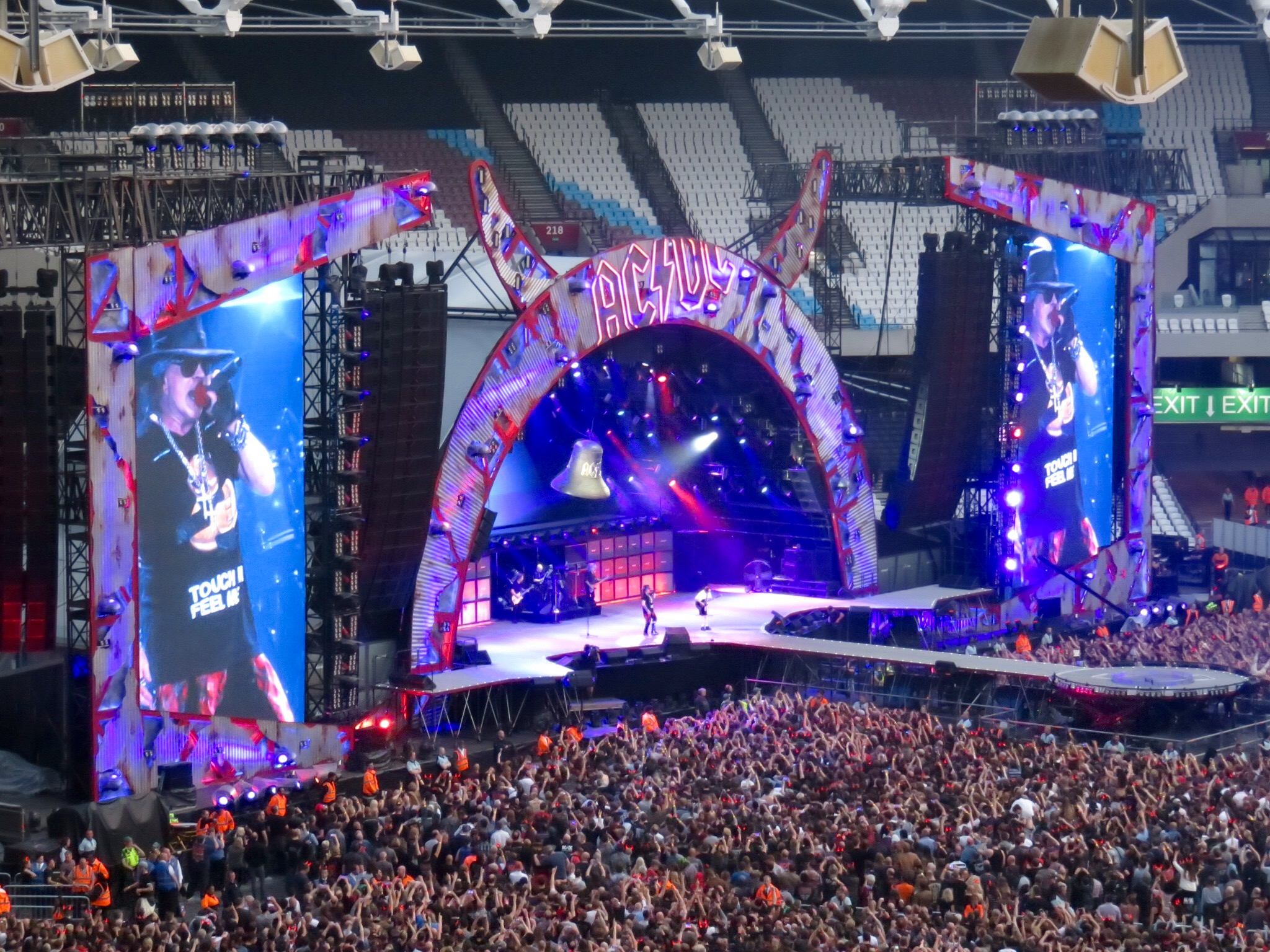
AC/DC performing at London's Olympic Stadium.

### Malcolm Young
Malcolm Young — irmão de Angus, fundador e guitarrista base, líder do grupo desde sua fundação, em 1973, e o maior representante de guitarra rítmica do Rock — se afastou devido a problemas de saúde em abril de 2014. O substituto definitivo de Malcolm Young foi seu sobrinho, Stevie.
O guitarrista rítmico, vocalista de apoio foi diagnosticado com demência (perda ou redução progressiva das capacidades cognitivas), segundo a família de Malcolm ele foi tratado com os melhores procedimentos de saúde.

Em uma entrevista, Angus Young afirmou:
"Além da deterioração mental com a demência, ele também teve algumas complicações físicas. Ele passou por uma cirurgia bastante crítica no pulmão, mas ele teve o tratamento correto, pois o câncer tinha sido detectado cedo. Depois disso ele teve um problema no coração. Então pareceu que tudo estava atingindo ele de uma só vez… mas ele continuou [tocando] até não poder mais… Nós esperávamos que o estado de saúde melhorasse, sabe? Mas infelizmente o que ele tem é uma doença [degenerativa]… Para as complicações físicas, ele recebeu um excelente tratamento e, fisicamente, ele está totalmente recuperado. Mas o mental piorou. Ele mesmo disse: ‘Eu não vou mais conseguir tocar.’.”
A doença começou a dar sinais ainda na produção do álbum Black Ice, Angus afirma que alguma coisa estava errada com o Malcolm:
“Naquela época, enquanto estávamos trabalhando no material para o álbum, eu sentia que algo não estava certo com o "Mal" (Apelido de Malcolm). Ele estava fazendo coisas que ele normalmente não faria. Principalmente com as coisas de memorização. Eu falei pra ele que era melhor procurar um médico. Ele disse: ‘Ahh, isso não é nada’. Mas, finalmente ele decidiu resolver isso antes de gravarmos o álbum"
Mesmo diagnosticado com a doença, Malcolm terminou a gravação do álbum e completou a turnê. Os membros afirmam que às vezes, Malcolm costumava errar as notas e esquecer o momento certo de fazer o vocal de apoio, além disso, teve que reaprender os riffs que ele mesmo criou.
Malcolm Young faleceu no dia 18 de novembro de 2017, aos 64 anos.

### Brian Johnson
No dia 8 de março Brian Johnson foi afastado do AC/DC após laudos médicos comprovarem que ele poderia perder totalmente a audição se prosseguisse com as turnês. Brian Já sofria com problemas auditivos desde seu transtorno com um carro de corrida. Porém no dia 17 de Abril de 2016, o AC/DC através de uma rede social, confirmou a oficial saída de Brian no AC/DC.
"Os membros da banda gostariam de agradecer Brian Johnson por sua contribuição e dedicação à banda ao longo desses anos. Desejamos a ele tudo de melhor com seus problemas auditivos e projetos futuros. Queremos que esta turnê termine como começou, entendemos, respeitamos e apoiamos a decisão de Brian de interromper a turnê e salvar a sua audição. Estamos dedicados a cumprir o resto de nossos compromissos de turnê para todos que nos apoiaram ao longo dos anos, e somos afortunados que Axl Rose gentilmente ofereceu seu apoio para nos ajudar a cumprir esse compromisso."
Em nota, o cantor afirmou que não estava se aposentando e pretendia continuar a gravar álbuns de estúdio.
Após rumores, em 2020 seu retorno ao AC/DC é confirmado. Numa entrevista ao programa brasileiro Fantástico, o mesmo afirma estar apto a voltar aos palcos devido a "um novo protótipo de aparelho auditivo" Que estaria usando.

### Cliff Williams
Após o fim do Rock or Bust World Tour, em 20 de setembro de 2016, em um comunicado oficial, o baixista Cliff Williams anunciou a sua saída da banda, alegando que, devido a muitas mudanças, a sua hora também havia chegado. Cliff era membro do AC/DC desde 1977.
Apesar de ter anunciado sua aposentadoria em setembro de 2016, o Baixista e outros membros da banda foram fotografados em agosto de 2018 na cidade de Vancouver, no Canada,, onde fica localizado o  The Warehouse Studio, local em que a banda grava seus discos. Dois anos após as fotografias, seu retorno ao AC/DC foi oficialmente anunciado, em setembro de 2020.

## Reconhecimento
O AC/DC entrou no Rock and Roll Hall of Fame em março de 2003. Durante a cerimônia a banda tocou "Highway to Hell" e "You Shook Me All Night Long", com os vocais feitos por Steven Tyler do Aerosmith. Durante o discurso, Brian Johnson citou a música deles "Let There Be Rock".
No dia 1 de outubro de 2004, uma rua de Melbourne, Corporation Lane, foi renomeada para ACDC Lane em homenagem à banda. A rua fica perto da Swanson Street, onde a banda gravou o videoclipe de 1975 da música "It's a Long Way to the Top (If You Wanna Rock 'n' Roll)". Uma rua em Leganés, Espanha recebeu o nome de "Calle de AC/DC" no dia 2 de março de 2000.
Em 2005, a RIAA atualizou o número de álbuns vendidos pela banda nos Estados Unidos de 63 milhões para 69 milhões de cópias vendidas, fazendo do AC/DC a quinta banda que mais vendeu álbuns nos Estados Unidos e o décimo artista que mais vendeu álbuns nos Estados Unidos, vendendo mais que Madonna, Mariah Carey e Michael Jackson. A RIAA também certificou Back in Black como dupla platina (vinte milhões) nos Estados Unidos, o álbum já vendeu mais de 22 milhões de cópias, sendo o quinto álbum mais vendido da história do país.

## Prêmios e nomeações
A banda já recebeu várias indicações para o Grammy Awards, "Melhor Performance de Hard Rock" quatro vezes, "Blow Up Your Video" em 1989, "The Razors Edge" em 1991, "Moneytalks" em 1992 e "Highway to Hell" em 1994, e "Melhor Performance de Rock por um Dueto ou Grupo" em 2009 com "Rock N Roll Train".
A banda já recebeu uma indicação para o American Music Awards em 1982 como "Melhor Banda/Dueto/Grupo de Pop/Rock". E também já foi indicada no MTV Video Music Awards como "Melhor Videoclipe de Heavy Metal/Hard Rock" com "Thunderstruck".
Já em 2010, na 52.ª edição do Grammy, a banda ganhou a premiação de "Melhor Performance de Hard Rock" com a música "War Machine" do álbum "Black Ice".

## Integrantes
| - Angus Young – guitarra solo (1973–presente) - Stevie Young – guitarra rítmica, vocal de apoio (1988 - 1988; 2014-presente) - Cliff Williams – baixo, vocal de apoio (1977-presente) - Brian Johnson – vocais (1980-2016; 2018-presente) - Phil Rudd – bateria, percussão (1975 - 1983; 1994 - 2015; 2018-presente) Músicos temporários - Axl Rose - vocal (2016) | - Malcolm Young – guitarra rítmica, vocal de apoio (1973- 2014) - Dave Evans – vocais (1973-1974) - Bon Scott – vocais (1974-1980) - Mark Evans – baixo, vocal de apoio (1975-1977) - Simon Wright – bateria, percussão (1983-1989) - Chris Slade – bateria, percussão (1989-1994; 2015-2016) |

## Discografia
Álbuns de estúdio
- High Voltage (1975, versão australiana)
- T.N.T. (1975)
- High Voltage (1976, versão internacional)
- Dirty Deeds Done Dirt Cheap (1976)
- Let There Be Rock (1977)
- Powerage (1978)
- Highway to Hell (1979)
- Back in Black (1980)
- For Those About to Rock (We Salute You) (1981)
- Flick of the Switch (1983)
- Fly on the Wall(1985)
- Who Made Who (1986)
- Blow Up Your Video (1988)
- The Razors Edge (1990)
- Ballbreaker (1995)
- Stiff Upper Lip (2000)
- Black Ice (2008)
- Rock or Bust (2014)
- Power Up (2020)